# Muhammad Osman Said
Muhammad Osman Said (1922 - 31 de dezembro de 2007 )foi um político líbio que exerceu o cargo de primeiro-ministro da Líbia de 17 de outubro de 1960 a 19 de março de 1963.